# Gunnar Rönn
Klas Gunnar Rönn, född den 10 juni 1916 i Katarina församling, Stockholm, död den 24 februari 1984 i Spånga församling (dödshemort) i Stockholm, var en svensk naturfotograf, författare och föreläsare. 

## Biografi
Gunnar Rönn studerade reklam och blev dekoratör vid bland annat PUB och Sidenhuset. Med fadern Claes Rönn for han ofta till norra Sverige, varest hans intresse för samerna väcktes. Han började skriva artiklar och böcker om samerna, och föreläste om dem. Hans böcker är översatta till danska, engelska och tyska. Han arbetade tidvis för Svenska turistföreningen. Han dog i Ljungdalens fjällstuga i Härjedalen.

### Böcker
- Fri är din vidd (1949)
- Järn‑Jonas: en vildmarkspojkes äventyr (med Roland Hentzel 1952)
- Dagen är din (1954)
- Fjällsame (1957)
- Sameland (1960, på tyska som Land der Samen 1961, engelska The Land of the Lapps 1961)
- Vargfjället (1963)
- Fjället är vårt (1975, på danska som Fjeldet er vort 1976)
- Markernas år (1975)
- Nära fjället (1983, talbok 2013)

### Artiklar
- ”Brytningstid i sameland” (i Sveriges Natur nummer 6, 1958)
- ”Hur ska det gå för lapparna?” (i Folket i Bild nummer 25, 1959)
- ”Rajden går” (i Folket i Bild nummer 26, 1959)
- ”Från fjället eller fabriken?” (i Folket i Bild nummer 29, 1959)
- ”Fjällhöst” (i Sveriges Natur nummer 5, 1959)